# Yser (métro de Bruxelles)
Pour les articles homonymes, voir Yser (homonymie).
Yser (en néerlandais : Ĳzer) est une station des lignes 2 et 6 du métro de Bruxelles située à Bruxelles, sur la commune de Bruxelles-ville.

## Situation
La station de métro est située à proximité de la place de l'Yser, nommée en mémoire de la bataille de l'Yser, dans l'axe de la petite ceinture. Elle est sous-titrée Tour et Taxis (en néerlandais : Thurn en Taxis) sur la signalétique.
Elle est située entre les stations Rogier et Ribaucourt sur les lignes 2 et 6.

## Histoire
Mise en service le 2 octobre 1988.

## Service aux voyageurs

### Accès
La station compte six accès :
- Accès no 1 : situé à l'angle du boulevard Baudoin et de la chaussée d'Anvers ;
- Accès no 2 : situé boulevard Baudoin côté nord (accompagné d'un escalator) ;
- Accès no 3 : situé place de la porte d'Anvers (accompagné d'un escalator et d'un ascenseur) ;
- Accès nos 4 et 5 : situés boulevard d'Anvers (accompagné d'un escalator pour le second) ;
- Accès no 6 : situé à l'angle du boulevard Baudoin et de l'avenue de l'Héliport (accompagné d'un escalator).

### Quais
La station est de conception classique avec deux voies encadrées par deux quais latéraux.

### Intermodalité
La station est desservie par la ligne 51 du tramway de Bruxelles, par la ligne 46 des autobus de Bruxelles, par les lignes R14, R15, R29, R30, R31, R40, R41, R45, R50, R60, X60 et 714 du réseau De Lijn et, la nuit par la ligne N18 du réseau Noctis de la STIB et 620 du réseau De Lijn.

## À proximité
- Bruxelles-les-Bains
- Théâtre national de Belgique
- Magasin 4
- Immeuble de Jeanne Dielman
- Ferme du Parc Maximilien
- Agence Wallonne de l'exportation et aux Investissements.
- Wallonie-Bruxelles International
- Organisation internationale de la francophonie
- Kanal Centre Pompidou
- Café Flamingo